# Fussballclub Schaffhausen 2021-2022
Questa voce raccoglie le informazioni riguardanti il Fussballclub Schaffhausen nelle competizioni ufficiali della stagione 2021-2022.

## Stagione
Nella stagione 2021-2022 lo Sciaffusa, allenato da Murat Yakın, Hakan Yakın, Artim Shakiri e Martin Andermatt, concluse il campionato di Challenge League al 2º posto e perse gli spareggi promozione-retrocessione contro il Lucerna. In Coppa Svizzera lo Sciaffusa fu eliminato agli ottavi di finale dal Lucerna.

## Rosa
| N. |                               | Ruolo | Calciatore       |
| -- | ----------------------------- | ----- | ---------------- |
| 3  | Svizzera (bandiera)           | D     | Louis Lurvink    |
| 4  | Svezia (bandiera)             | D     | Mirza Mujčić     |
| 5  | Svizzera (bandiera)           | D     | Serge Müller     |
| 7  | Macedonia del Nord (bandiera) | C     | Nikola Gjorgjev  |
| 8  | Uruguay (bandiera)            | C     | Agustín González |
| 9  | Uruguay (bandiera)            | A     | Joaquín Ardaiz   |
| 10 | Francia (bandiera)            | C     | Yassin Maouche   |
| 11 | Germania (bandiera)           | C     | Robin Kalem      |
| 13 | Uruguay (bandiera)            | D     | Guillermo Padula |
| 14 | Brasile (bandiera)            | D     | Paulinho         |
| 15 | Albania (bandiera)            | D     | Bujar Lika       |
| 20 | Uruguay (bandiera)            | C     | Axel Müller      |
| 21 | Italia (bandiera)             | A     | Danilo Del Toro  |
| 23 | Svizzera (bandiera)           | C     | Leonit Sahitaj   |

| N. |                           | Ruolo | Calciatore          |
| -- | ------------------------- | ----- | ------------------- |
| 24 | Svizzera (bandiera)       | C     | Drilon Kastrati     |
| 25 | Kosovo (bandiera)         | C     | Uran Bislimi        |
| 26 | Svizzera (bandiera)       | P     | Matthias Grob       |
| 27 | Kosovo (bandiera)         | D     | Jetmir Krasniqi     |
| 29 | Svizzera (bandiera)       | P     | Francesco Ruberto   |
| 32 | Paraguay (bandiera)       | A     | Raúl Bobadilla      |
| 34 | Kosovo (bandiera)         | C     | Valon Hamdiu        |
| 35 | Svizzera (bandiera)       | A     | Veljko Vukasinovic  |
| 40 | Svizzera (bandiera)       | P     | Dario Marzino       |
| 44 | Svizzera (bandiera)       | C     | Francisco Rodríguez |
| 45 | Svizzera (bandiera)       | C     | Luka Stević         |
| 64 | Svizzera (bandiera)       | C     | Miro Soldo          |
| 79 | Costa d'Avorio (bandiera) | C     | Siriky Sanogo       |
|    | Camerun (bandiera)        | A     | Yvan Alounga        |

## Organigramma societario
Area tecnica
- Allenatore: Martin Andermatt
- Allenatore in seconda: Paco Sanchez, Selcuk Sasivari
- Preparatore dei portieri: Paolo Cesari
- Preparatori atletici: Harun Gülen

## Calciomercato

### Sessione estiva
| Acquisti | Acquisti       | Acquisti         | Acquisti |
| R.       | Nome           | da               | Modalità |
| -------- | -------------- | ---------------- | -------- |
| A        | Fabio Fehr     | Grasshoppers     |          |
| C        | Robin Kalem    | Grasshoppers     |          |
| A        | Joaquín Ardaiz | Lugano           |          |
| C        | Leonit Sahitaj | Grasshoppers II  |          |
| P        | Matthias Grob  | Grasshoppers U18 |          |

| Cessioni | Cessioni         | Cessioni          | Cessioni |
| R.       | Nome             | a                 | Modalità |
| -------- | ---------------- | ----------------- | -------- |
| C        | Enrico de Nobile | Jahn Ratisbona II |          |
| P        | Amir Saipi       | Lugano            |          |
| P        | David Da Costa   | Thalwil           |          |
| A        | Emiliano Mozzone | Bellinzona        |          |
| A        | Rodrigo Pollero  | Zurigo            |          |
| P        | Donaldo Prendi   | Villingen         |          |

### Sessione invernale
| Acquisti | Acquisti        | Acquisti     | Acquisti |
| R.       | Nome            | da           | Modalità |
| -------- | --------------- | ------------ | -------- |
| A        | Raúl Bobadilla  | ?            |          |
| C        | Siriky Sanogo   | Benevento    |          |
| C        | Nikola Gjorgjev | Grasshoppers |          |
| D        | Louis Lurvink   | Basilea II   |          |
| A        | Yvan Alounga    | Lucerna      |          |

| Cessioni | Cessioni           | Cessioni        | Cessioni |
| R.       | Nome               | a               | Modalità |
| -------- | ------------------ | --------------- | -------- |
| C        | Mergim Bajrami     | YF Juventus     |          |
| P        | Luka Deronjic      | YF Juventus     |          |
| C        | Dzenan Talic       | YF Juventus     |          |
| A        | Gian Wick          | Höngg           |          |
| A        | Ivan Prtajin       | Olimpia Lubiana |          |
| A        | Fabio Fehr         | Vaduz           |          |
| D        | André Luís Neitzke | Brühl           |          |

## Risultati

### Challenge League

#### Prima fase, girone di andata
| Arbitro: | Turkes |

|             |           |                    |
| Prtajin 12’ | Marcatori | 65’ (aut.) Neitzke |

| Arbitro: | Horisberger |

|                         |           |  |
| Spadanuda 51’ Balaj 86’ | Marcatori |  |

| Arbitro: | Thies |

|              |           |                  |
| Krasniqi 25’ | Marcatori | 51’ (rig.) Buess |

| Arbitro: | Huwiler |

|            |           |           |
| Ardaiz 45’ | Marcatori | 39’ Đokić |

| Arbitro: | Turkes |

|                                                |           |                                  |
| Del Toro 24’ Ardaiz 57’ Prtajin 67’ Padula 72’ | Marcatori | 41’, 81’ (rig.) Koné 55’ Fargues |

| Arbitro: | Gianforte |

|                             |           |             |
| Hadji 32’ (rig.) Ajdini 60’ | Marcatori | 61’ Neitzke |

| Arbitro: | Bieri |

|                          |           |              |
| Del Toro 14’ Prtajin 74’ | Marcatori | 11’ Chihadeh |

| Arbitro: | Turkes |

|                 |           |  |
| Bahloul 9’, 48’ | Marcatori |  |

| Arbitro: | Huwiler |

|                                                   |           |  |
| Ardaiz 3’ Lika 45’ Rodríguez 68’ Đurić 86’ (aut.) | Marcatori |  |

#### Prima fase, girone di ritorno
| Kriens 16 ottobre 2021, ore 18:00 CEST 10ª giornata | Kriens | 0 – 0 referto | Sciaffusa | Stadion Kleinfeld (930 spett.)\| Arbitro: \| Thies \| |
| Arbitro:                                            | Thies  |               |           |                                                       |

| Arbitro: | Wolfensberger |

|                        |           |          |
| Lüchinger 11’ Rapp 85’ | Marcatori | 48’ Fehr |

| Arbitro: | Staubli |

|                                    |           |                                            |
| Ardaiz 23’ Prtajin 33’ Maouche 59’ | Marcatori | 16’ Reichmuth 75’ (rig.) Silvio 77’ Fazliu |

| Arbitro: | von Mandach |

|  |           |                                |
|  | Marcatori | 51’, 90’ Prtajin 60’ Rodríguez |

| Arbitro: | Staubli |

|                          |           |  |
| Müller 45’ Rodríguez 68’ | Marcatori |  |

| Arbitro: | Wolfensberger |

|                      |           |                                                    |
| Ramizi 13’ Diaby 60’ | Marcatori | 7’, 48’ Prtajin 38’ (rig.), 58’ Ardaiz 62’ Bislimi |

| Arbitro: | Odiet |

|                              |           |             |
| Prtajin 20’ (aut.) Pogam 73’ | Marcatori | 68’ Prtajin |

| Arbitro: | Drmic |

|              |           |  |
| Del Toro 29’ | Marcatori |  |

| Arbitro: | Gianforte |

|                         |           |                               |
| Hasler 40’ Chihadeh 71’ | Marcatori | 69’ Bislimi 90’ (rig.) Ardaiz |

#### Seconda fase, girone di andata
| Arbitro: | von Mandach |

|              |           |  |
| Krasniqi 26’ | Marcatori |  |

| Arbitro: | Wolfensberger |

|                              |           |                  |
| Nuzzolo 56’ (rig.) Koide 88’ | Marcatori | 9’ (rig.) Ardaiz |

| Arbitro: | Drmic |

|                                        |           |                    |
| Müller 4’ Ardaiz 19’, 21’ Del Toro 54’ | Marcatori | 50’ Rapp 90’ Çiçek |

| Arbitro: | Thies |

|                                         |           |                        |
| Bahloul 50’ Müller 73’ (aut.) Toure 79’ | Marcatori | 81’ Alounga 86’ Padula |

| Arbitro: | Piccolo |

|                                |           |                 |
| Padula 10’ Ardaiz 49’ Lika 63’ | Marcatori | 36’, 71’ Corbaz |

| Arbitro: | Turkes |

|  |           |            |
|  | Marcatori | 34’ Ajdini |

| Arbitro: | Kanagasingam |

|                               |           |                                  |
| Gashi 26’ Balaj 60’ Vladi 87’ | Marcatori | 10’, 34’, 48’, 74’ (rig.) Ardaiz |

| Arbitro: | Huwiler |

|                                      |           |                   |
| Kalem 20’ Bobadilla 28’ Gjorgjev 55’ | Marcatori | 64’ (aut.) Padula |

| Kriens 19 marzo 2022, ore 18:00 CET 27ª giornata | Kriens  | 0 – 0 referto | Sciaffusa | Stadion Kleinfeld (750 spett.)\| Arbitro: \| Schärli \| |
| Arbitro:                                         | Schärli |               |           |                                                         |

#### Seconda fase, girone di ritorno
| Arbitro: | Kanagasingam |

|                        |           |                    |
| Bislimi 47’ Ardaiz 65’ | Marcatori | 73’ (rig.) Nuzzolo |

| Arbitro: | Wolfensberger |

|                            |           |                                        |
| Schmid 52’ Ibrišimović 90’ | Marcatori | 61’ Rodríguez 63’ Bislimi 79’ Del Toro |

| Arbitro: | Thies |

|  |           |                   |
|  | Marcatori | 20’ (rig.) Ardaiz |

| Arbitro: | Kanagasingam |

|                                                         |           |                 |
| Bobadilla 17’, 33’ González 20’ Del Toro 73’ Ardaiz 79’ | Marcatori | 15’, 89’ Fazliu |

| Arbitro: | Fähndrich |

|                  |           |             |
| Buess 63’ (rig.) | Marcatori | 9’ González |

| Arbitro: | Huwiler |

|                                              |           |          |
| Gjorgjev 39’, 48’ González 41’ Bobadilla 80’ | Marcatori | 90’ Aliu |

| Arbitro: | Gianforte |

|                         |           |                                                    |
| Havenaar 20’ Fatkič 70’ | Marcatori | 22’ Lika 30’ Gjorgjev 52’, 54’ Ardaiz 66’ Del Toro |

| Arbitro: | Schärer |

|  |           |               |
|  | Marcatori | 30’ Schneider |

| Arbitro: | Bieri |

|           |           |                            |
| Qarri 21’ | Marcatori | 53’ Bobadilla 77’ González |

### Spareggi promozione-retrocessione
| Arbitro: | San |

|                            |           |                              |
| Bobadilla 14’ Del Toro 71’ | Marcatori | 4’ (rig.) Schulz 53’ Jashari |

| Arbitro: | Schärer |

|                               |           |  |
| Schulz 19’ (rig.) Ugrinić 70’ | Marcatori |  |

### Coppa Svizzera
| Arbitro: | Wolfensberger |

|  |           |                                                                                       |
|  | Marcatori | 8’, 31’ Del Toro 18’ (aut.) Vogrig 40’ Rodríguez 51’ Padula 56’ de Nobile 76’ Sahitaj |

| Arbitro: | von Mandach |

|  |           |                                                                                                |
|  | Marcatori | 5’, 22’, 54’ Kalem 39’, 45’, 84’ Padula 50’, 55’ Prtajin 63’ Müller 80’ Rodríguez 90’ Kastrati |

| Arbitro: | Schärer |

|  |           |                       |
|  | Marcatori | 30’ N'Diaye 88’ Tasar |

## Statistiche

### Statistiche di squadra
| Competizione                      | Punti | In casa | In casa | In casa | In casa | In casa | In casa | In trasferta | In trasferta | In trasferta | In trasferta | In trasferta | In trasferta | Totale | Totale | Totale | Totale | Totale | Totale | DR  |
| Competizione                      | Punti | G       | V       | N       | P       | Gf      | Gs      | G            | V            | N            | P            | Gf           | Gs           | G      | V      | N      | P      | Gf     | Gs     | DR  |
| --------------------------------- | ----- | ------- | ------- | ------- | ------- | ------- | ------- | ------------ | ------------ | ------------ | ------------ | ------------ | ------------ | ------ | ------ | ------ | ------ | ------ | ------ | --- |
| Challenge League                  | 65    | 18      | 12      | 4       | 2       | 41      | 21      | 18           | 7            | 4            | 7            | 32           | 28           | 36     | 19     | 8      | 9      | 73     | 49     | +24 |
| Coppa Svizzera                    | -     | 1       | 0       | 0       | 1       | 0       | 2       | 2            | 2            | 0            | 0            | 18           | 0            | 3      | 2      | 0      | 1      | 18     | 2      | +16 |
| Spareggi promozione-retrocessione | -     | 1       | 0       | 1       | 0       | 2       | 2       | 1            | 0            | 0            | 1            | 0            | 2            | 2      | 0      | 1      | 1      | 2      | 4      | -2  |
| Totale                            | 65    | 20      | 12      | 5       | 3       | 43      | 25      | 21           | 9            | 4            | 8            | 50           | 30           | 41     | 21     | 9      | 11     | 93     | 55     | +38 |

### Andamento in campionato
| Giornata  | 1 | 2 | 3 | 4 | 5 | 6 | 7 | 8 | 9 | 10 | 11 | 12 | 13 | 14 | 15 | 16 | 17 | 18 | 19 | 20 | 21 | 22 | 23 | 24 | 25 | 26 | 27 | 28 | 29 | 30 | 31 | 32 | 33 | 34 | 35 | 36 |
| --------- | - | - | - | - | - | - | - | - | - | -- | -- | -- | -- | -- | -- | -- | -- | -- | -- | -- | -- | -- | -- | -- | -- | -- | -- | -- | -- | -- | -- | -- | -- | -- | -- | -- |
| Luogo     | C | T | C | C | C | T | C | T | C | T  | T  | C  | T  | C  | T  | T  | C  | T  | C  | T  | C  | T  | C  | C  | T  | C  | T  | C  | T  | T  | C  | T  | C  | T  | C  | T  |
| Risultato | N | P | N | N | V | P | V | P | V | N  | P  | N  | V  | V  | V  | P  | V  | N  | V  | P  | V  | P  | V  | P  | V  | V  | N  | V  | V  | V  | V  | N  | V  | V  | P  | V  |
| Posizione | 4 | 8 | 8 | 8 | 8 | 8 | 7 | 8 | 7 | 7  | 7  | 8  | 6  | 5  | 3  | 6  | 4  | 4  | 4  | 4  | 4  | 4  | 4  | 4  | 4  | 4  | 4  | 4  | 3  | 2  | 2  | 2  | 1  | 1  | 3  | 2  |

Legenda:

Luogo: C = Casa; T = Trasferta. Risultato: V = Vittoria; N = Pareggio; P = Sconfitta.

### Statistiche dei giocatori
| Giocatore      | Challenge League | Challenge League | Challenge League | Challenge League | Coppa Svizzera | Coppa Svizzera | Coppa Svizzera | Coppa Svizzera | Totale   | Totale | Totale      | Totale     |
| Giocatore      | Presenze         | Reti             | Ammonizioni      | Espulsioni       | Presenze       | Reti           | Ammonizioni    | Espulsioni     | Presenze | Reti   | Ammonizioni | Espulsioni |
| -------------- | ---------------- | ---------------- | ---------------- | ---------------- | -------------- | -------------- | -------------- | -------------- | -------- | ------ | ----------- | ---------- |
| Y. Alounga     | 13               | 1                | 1                | 0                | 0              | 0              | 0              | 0              | 13       | 1      | 1           | 0          |
| J. Ardaiz      | 36               | 20               | 2                | 0                | 2              | 0              | 0              | 0              | 38       | 20     | 2           | 0          |
| U. Bislimi     | 33               | 4                | 10               | 0                | 3              | 0              | 0              | 0              | 36       | 4      | 10          | 0          |
| R. Bobadilla   | 10               | 5                | 1                | 1                | 0              | 0              | 0              | 0              | 10       | 5      | 1           | 1          |
| D. Del Toro    | 33               | 7                | 6                | 0                | 3              | 2              | 0              | 0              | 36       | 9      | 6           | 0          |
| L. Deronjic    | 0                | 0                | 0                | 0                | 0              | 0              | 0              | 0              | 0        | 0      | 0           | 0          |
| F. Fehr        | 12               | 1                | 1                | 0                | 2              | 0              | 0              | 0              | 14       | 1      | 1           | 0          |
| N. Gjorgjev    | 16               | 4                | 1                | 0                | 0              | 0              | 0              | 0              | 16       | 4      | 1           | 0          |
| A. González    | 29               | 4                | 6                | 0                | 2              | 0              | 0              | 0              | 31       | 4      | 6           | 0          |
| M. Grob        | 0                | 0                | 0                | 0                | 0              | 0              | 0              | 0              | 0        | 0      | 0           | 0          |
| V. Hamdiu      | 30               | 0                | 11               | 0                | 2              | 0              | 0              | 0              | 32       | 0      | 11          | 0          |
| R. Kalem       | 30               | 1                | 0                | 0                | 2              | 3              | 0              | 0              | 32       | 4      | 0           | 0          |
| D. Kastrati    | 4                | 0                | 0                | 0                | 2              | 1              | 0              | 0              | 6        | 1      | 0           | 0          |
| J. Krasniqi    | 32               | 2                | 6                | 1                | 3              | 0              | 0              | 0              | 35       | 2      | 6           | 1          |
| B. Lika        | 33               | 3                | 8                | 0                | 2              | 0              | 0              | 0              | 35       | 3      | 8           | 0          |
| L. Lurvink     | 2                | 0                | 0                | 0                | 0              | 0              | 0              | 0              | 2        | 0      | 0           | 0          |
| Y. Maouche     | 13               | 1                | 3                | 0                | 2              | 0              | 1              | 0              | 15       | 1      | 4           | 0          |
| D. Marzino     | 1                | 0                | 0                | 0                | 0              | 0              | 0              | 0              | 1        | 0      | 0           | 0          |
| M. Mujčić      | 10               | 0                | 2                | 1                | 0              | 0              | 0              | 0              | 10       | 0      | 2           | 1          |
| A. Müller      | 28               | 0                | 4                | 1                | 1              | 0              | 0              | 0              | 29       | 0      | 4           | 1          |
| S. Müller      | 36               | 2                | 3                | 0                | 3              | 1              | 0              | 0              | 39       | 3      | 3           | 0          |
| A. Neitzke     | 13               | 1                | 0                | 0                | 3              | 0              | 0              | 0              | 16       | 1      | 0           | 0          |
| G. Padula      | 34               | 3                | 7                | 0                | 3              | 4              | 0              | 0              | 37       | 7      | 7           | 0          |
| P. Paulinho    | 0                | 0                | 0                | 0                | 0              | 0              | 0              | 0              | 0        | 0      | 0           | 0          |
| I. Prtajin     | 18               | 9                | 0                | 0                | 3              | 2              | 0              | 0              | 21       | 11     | 0           | 0          |
| F. Rodríguez   | 28               | 4                | 3                | 0                | 3              | 2              | 0              | 0              | 31       | 6      | 3           | 0          |
| F. Ruberto     | 30               | 0                | 1                | 0                | 3              | 0              | 0              | 0              | 33       | 0      | 1           | 0          |
| L. Sahitaj     | 4                | 0                | 0                | 0                | 1              | 1              | 0              | 0              | 5        | 1      | 0           | 0          |
| A. Saipi       | 4                | 0                | 0                | 0                | 0              | 0              | 0              | 0              | 4        | 0      | 0           | 0          |
| S. Sanogo      | 2                | 0                | 0                | 0                | 0              | 0              | 0              | 0              | 2        | 0      | 0           | 0          |
| M. Soldo       | 2                | 0                | 0                | 0                | 0              | 0              | 0              | 0              | 2        | 0      | 0           | 0          |
| L. Stević      | 17               | 0                | 2                | 0                | 0              | 0              | 0              | 0              | 17       | 0      | 2           | 0          |
| D. Talic       | 1                | 0                | 0                | 0                | 1              | 0              | 1              | 0              | 2        | 0      | 1           | 0          |
| V. Vukasinovic | 1                | 0                | 0                | 0                | 1              | 0              | 0              | 0              | 2        | 0      | 0           | 0          |
| G. Wick        | 0                | 0                | 0                | 0                | 0              | 0              | 0              | 0              | 0        | 0      | 0           | 0          |
| E. de Nobile   | 0                | 0                | 0                | 0                | 1              | 1              | 0              | 0              | 1        | 1      | 0           | 0          |